# Petrocosmea barbata
Petrocosmea barbata är en tvåhjärtbladig växtart som beskrevs av William Grant Craib. Petrocosmea barbata ingår i släktet Petrocosmea och familjen Gesneriaceae. Inga underarter finns listade i Catalogue of Life.